# Nyctemera varians
Nyctemera varians là một loài bướm đêm thuộc phân họ Arctiinae, họ Erebidae.